# Oaklyn
Oaklyn es un borough ubicado en el condado de Camden en el estado estadounidense de Nueva Jersey. En el año 2010 tenía una población de 4.038 habitantes y una densidad poblacional de 2.243,33 personas por km².

## Geografía
Oaklyn se encuentra ubicado en las coordenadas 39°54′07″N 75°04′50″O / 39.90194, -75.08056.

## Demografía
Según la Oficina del Censo en 2000 los ingresos medios por hogar en la localidad eran de $44,364 y los ingresos medios por familia eran $55,434. Los hombres tenían unos ingresos medios de $37,474 frente a los $30,243 para las mujeres. La renta per cápita para la localidad era de $24,157. Alrededor del 6.5% de la población estaba por debajo del umbral de pobreza.